# Songbird (Fleetwood Mac)
Songbird is een nummer van de Brits-Amerikaanse band Fleetwood Mac. Het nummer werd uitgebracht als de zesde track op hun album Rumours uit 1977.

## Achtergrond
"Songbird" werd uitgebracht als B-kant van "Dreams", de tweede single van het album Rumours. Het is, naast "Don't Stop", "You Make Loving Fun" en "Oh Daddy", een van de vier nummers van het album die enkel door Christine McVie is geschreven. Zij zong het nummer ook regelmatig tijdens concerten van de band. Het idee voor het nummer kwam in haar op om 3 uur 's nachts. Ze schreef het hele nummer binnen een half uur en bleef het constant spelen zodat ze het de volgende ochtend op kon nemen.
Naast Christine McVie op piano en zang is Lindsey Buckingham op de akoestische gitaar het enige andere bandlid dat meespeelt op "Songbird".

## Cover van Eva Cassidy
De bekendste cover van het nummer is gemaakt door Eva Cassidy, dat na haar overlijden in 1996 uiteindelijk verscheen op haar album Eva by Heart uit 1997. Haar compilatiealbum Songbird is naar het nummer vernoemd. In 2001 kwam dit album op de eerste plaats in het Verenigd Koninkrijk en in 2009 kwam het nummer zelf binnen in de Britse hitlijsten nadat het in de talentenjacht The X Factor werd gezongen door een deelnemer. Andere artiesten die "Songbird" hebben gecoverd zijn onder anderen Willie Nelson en Melanie Doane, terwijl het nummer ook te horen was tijdens een aflevering van de televisieserie Glee.

## NPO Radio 2 Top 2000
| Nummers met noteringen in de NPO Radio 2 Top 2000 | '05  | '06 | '07 | '08  | '09 | '10 | '11 | '12 | '13  | '14 | '15  | '16  | '17  | '18  | '19  | '20  | '21  | '22  | '23  | '24  |
| ------------------------------------------------- | ---- | --- | --- | ---- | --- | --- | --- | --- | ---- | --- | ---- | ---- | ---- | ---- | ---- | ---- | ---- | ---- | ---- | ---- |
| Songbird (Fleetwood Mac)                          | -    | -   | -   | -    | -   | -   | -   | -   | 1620 | 398 | 399  | 479  | 515  | 604  | 589  | 500  | 553  | 92   | 216  | 235  |
| Songbird (Eva Cassidy)                            | 1517 | 995 | 664 | 1331 | 983 | 774 | 590 | 701 | 654  | 900 | 1059 | 1178 | 1389 | 1509 | 1613 | 1662 | 1737 | 1626 | 1563 | 1538 |

1. ↑  Een '-' betekent dat het nummer niet was genoteerd en een vetgedrukt getal geeft de hoogste notering van een nummer aan.
2. ↑  2005 was het eerste jaar met een notering voor een van deze nummers.

### Evergreen Top 1000
| Evergreen Top 1000 "Songbird" | Evergreen Top 1000 "Songbird" | Evergreen Top 1000 "Songbird" | Evergreen Top 1000 "Songbird" | Evergreen Top 1000 "Songbird" | Evergreen Top 1000 "Songbird" | Evergreen Top 1000 "Songbird" | Evergreen Top 1000 "Songbird" | Evergreen Top 1000 "Songbird" | Evergreen Top 1000 "Songbird" | Evergreen Top 1000 "Songbird" | Evergreen Top 1000 "Songbird" | Evergreen Top 1000 "Songbird" | Evergreen Top 1000 "Songbird" | Evergreen Top 1000 "Songbird" | Evergreen Top 1000 "Songbird" | Evergreen Top 1000 "Songbird" |
| Jaar                          | 2008                          | 2009                          | 2010                          | 2011                          | 2012                          | 2013                          | 2014                          | 2015                          | 2016                          | 2017                          | 2018                          | 2019                          | 2020                          | 2021                          | 2022                          | 2023                          |
| ----------------------------- | ----------------------------- | ----------------------------- | ----------------------------- | ----------------------------- | ----------------------------- | ----------------------------- | ----------------------------- | ----------------------------- | ----------------------------- | ----------------------------- | ----------------------------- | ----------------------------- | ----------------------------- | ----------------------------- | ----------------------------- | ----------------------------- |
| Positie                       | -                             | -                             | -                             | -                             | -                             | -                             | -                             | -                             | 680                           | 645                           | 429                           | 392                           | 291                           | 413                           | 291                           | 89                            |